# Litouwen op de Olympische Winterspelen 1928
Tijdens de Olympische Winterspelen van 1928, die in Sankt Moritz (Zwitserland) werden gehouden, nam Litouwen voor de eerste keer deel.

## Deelnemers en resultaten

### Schaatsen
| Olympiër        | Discipline   | Resultaat | Prestatie |
| --------------- | ------------ | --------- | --------- |
| Kęstutis Bulota | 500 m (m)    | 28e       | 50,1      |
| Kęstutis Bulota | 1500 m (m)   | 25e       | 2.40,9    |
| Kęstutis Bulota | 5000 m (m)   | 25e       | 9.49,8    |
| Kęstutis Bulota | 10.000 m (m) | 5e        | 20.22,2   |

Argentinië · België · Canada · Duitsland · Estland · Finland · Frankrijk · Groot-Brittannië · Hongarije · Italië · Japan · Joegoslavië · Letland · Litouwen · Luxemburg · Mexico · Nederland · Noorwegen · Oostenrijk · Polen · Roemenië · Tsjecho-Slowakije · Verenigde Staten · Zweden · Zwitserland